# 莱切省圣多纳托
莱切省圣多纳托（義大利語：San Donato di Lecce）是意大利莱切省的一个市镇。总面积21平方公里，人口5869人，人口密度279.5人/平方公里（2009年）。ISTAT代码为075069。